# Deimos-1
Deimos-1 (известный также как Spain-DMC 1) — испанский спутник дистанционного зондирования Земли, собственность компании Deimos Imaging. Построен фирмой Surrey Satellite Technlogy на платформе SSTL-100. Является вкладом Испании в группировку наблюдения за катастрофами (Disaster Monitoring Constellation), деятельность которой координируется фирмой DMC International Imaging.
Deimos-1 был запущен на солнечно-синхронную орбиту. Запуск произведён компанией Космотрас при помощи ракеты-носителя Днепр. Основной полезной нагрузкой был аппарат ДубайСат-1. Пять прочих спутников были выведены в качестве попутной нагрузки — Deimos-1, UK-DMC 2, Nanosat 1B, AprizeSat-3 и AprizeSat-4. Старт ракеты произошёл с космодрома Байконур в 22:46 МСК 29 июля 2009 года.
Срок гарантийной работы спутника 5 лет. На спутнике установлена мультиспектральная камера с разрешением 22 м, работающая в зелёном, красном и ближнем инфракрасном диапазоне.